# Aus Italien

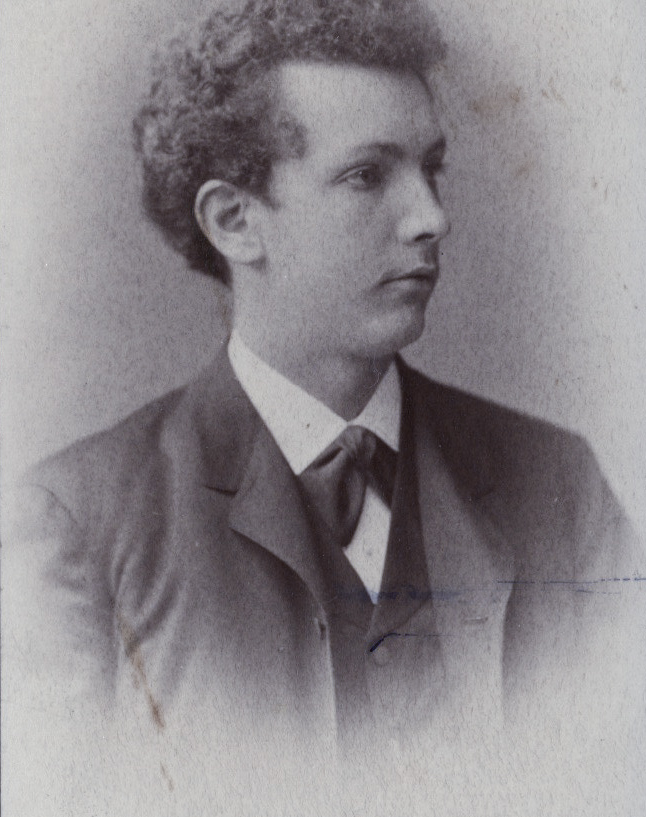
Photo de Richard Strauss, datée du 20.10.1886 (20 octobre 1886)

Aus Italien, op. 16, est une œuvre de Richard Strauss, composée en 1886.
Elle a été écrite lors de son séjour dans différentes villes de la péninsule italienne. Il s'agit d'une œuvre de jeunesse, le musicien ayant à peine 21 ans. Il s'agit, en fait, d'une symphonie tout à fait classique dans sa structure, mais dont les sous-titres permettent d'en traduire l'esprit. Strauss ne reprendra cette thématique de description de paysages que près de 29 ans plus tard, dans sa symphonie alpestre.
Elle est dédiée au chef d'orchestre Hans von Bülow. La création eut lieu le 2 mars 1887 à Munich sous la direction du compositeur.
L'œuvre comporte quatre mouvements et son exécution demande environ quarante minutes. Le dernier mouvement comprend un thème célèbre, reprise d'une chanson, Funiculi-funiculà, composé par Luigi Denza en 1880, et donc, rien moins que traditionnelle. Denza poursuivit d'ailleurs Strauss pour plagiat et ce dernier dut lui verser des droits.
1. Andante (Dans la campagne)
2. Allegro molto con brio (Ruines de Rome)
3. Andantino (Sur la plage de Sorrente)
4. Finale – Allegro molto (Vie napolitaine)